# Reprezentacja Jemenu Południowego w piłce nożnej mężczyzn
Reprezentacja Jemenu Południowego w piłce nożnej – piłkarska reprezentacja nieistniejącego już Jemenu Południowego występująca w latach 1965 – 1989. W roku 1976 wzięła udział w pucharze Azji, rozgrywając tam dwa spotkania (0:1 z Irakiem oraz 0:8 z Iranem).

## Udział wMistrzostwach Świata
- 1966 – 1982 – Nie brał udziału
- 1986 – Nie zakwalifikował się
- 1990 – Wycofał się z kwalifikacji

## Udział wPucharze Azji
- 1968 – 1972 – Nie brał udziału
- 1976 – Faza grupowa
- 1980 – 1984 – Nie brał udziału
- 1988 – Nie zakwalifikował się